# Ally Hunter
Alistair Robert Hunter (* 4. Oktober 1949 in Glasgow) ist ein ehemaliger schottischer Fußballtorhüter. Mit Celtic Glasgow gewann der viermalige schottische Nationaltorwart in den 1970er Jahren zweimal die Schottische Meisterschaft und den Pokal.

## Karriere

### Verein
Ally Hunter, der in Glasgow geboren wurde, begann seine Karriere etwa 20 km entfernt in Johnstone in der Jugend des FC Johnstone Burgh. Ab dem Jahr 1970 stand er drei Spielzeiten beim schottischen Erstligisten FC Kilmarnock unter Vertrag. Bereits in seiner ersten Saison konnte er sich den Stammplatz zwischen den Pfosten sichern. Für die Killies absolvierte Hunter insgesamt 76 Spiele in der Division One. Nachdem Hunter im April 1972 mit den Killies im Halbfinale des schottischen Pokals gegen Celtic gespielt hatte, konnte er die Vereinsvertreter des Gegners durch einen starken Auftritt überzeugen, sodass er im Januar 1973 für eine Ablösesumme von 60.000 £ zu Celtic Glasgow wechselte. Für den Torhüter der als Kind bereits Fan von Celtic war, erfüllte sich mit der Unterschrift ein Kindheitstraum. Er wurde unter Vertrag genommen da Teammanager Jock Stein unzufrieden mit den bisherigen Torhütern Evan Williams und Denis Connaghan war. Sein Debüt gab Hunter bei einer 1-2-Niederlage am 27. Januar 1973 gegen den Airdrieonians FC. Im Frühjahr 1973 war er maßgeblich am Erfolg von Celtic in der schottischen Meisterschaft beteiligt als er in sieben Spielen in Folge ohne Gegentor blieb. Das schottische Pokalfinale verlor er mit Celtic im Old Firm gegen die Rangers. In der Saison 1973/74 wechselte sich Hunter mit Connaghan als Stammtorhüter ab. Im Ligapokalfinale von 1974 und 1975 spielte Hunter, im Pokalfinale 1974 Connaghan. Nach einer 0:3-Niederlage im Old Firm bei den Rangers am 4. Januar 1975 verlor Stein das Vertrauen in Hunter und verpflichtete mit dem Engländer Peter Latchford von West Bromwich Albion einen neuen Torhüter. Sein letztes Spiel für Celtic absolvierte Hunter ein Jahr später am 31. Januar 1976 gegen Dundee United. Im April 1976 wechselte Hunter für 60.000 £ zum FC Motherwell. Für den Verein kam er in der Saison 1976/77 achtmal zum Einsatz. Eine Spielzeit später stand er siebenmal beim FC St. Mirren zwischen den Pfosten, bevor er seine Karriere im Jahr 1978 frühzeitig beendete.

### Nationalmannschaft
Als Stammtorhüter des FC Kilmarnock debütierte Ally Hunter am 26. April 1972 in der schottischen Nationalmannschaft im Länderspiel gegen Peru im Hampden Park von Glasgow. Im selben Jahr nahm er mit der schottischen Auswahl am Taça Independência in Brasilien teil, in dem er gegen Jugoslawien zum Einsatz kam. Im Mai 1973 absolvierte er ein weiteres Länderspiel während der British Home Championship 1972/73 gegen England im Wembley-Stadion. Seinen letzten Einsatz für Schottland absolvierte Hunter im September 1973 im Qualifikationsspiel für die anstehende Weltmeisterschaft gegen die Tschechoslowakei.

## Erfolge
mit Celtic Glasgow:
- Schottischer Meister: 1973, 1974
- Schottischer Pokalsieger: 1974, 1975
- Schottischer Ligapokalsieger: 1975